# Faust Hernández Casajuana
Faust Hernández Casajuana   (El Carme, 13 de novembre de 1888 - València, 29 de juliol de 1972) va ser un dramaturg valencià, autor d'obres teatrals en valencià i en castellà.

## Biografia
Va nàixer el 13 de novembre de 1888 al barri del Carme de València en una família relativament benestant.
Als 15 anys escriu la seua primera obra, Marcelo, en castellà. A partir de 1909, començà a escriure ja en valencià, publicant L'amor que torna, la qual es va representar aquell mateix any a l'Escola de Declamació de Lo Rat Penat. Tota la producció inicial de Faust va lligada a aquesta institució, com ara les traduccions al català de diverses comèdies de Jacinto Benavente
A partir del 1913, contacta amb l'escriptor Maximilià Thous i Orts i el músic Miquel Asensi i funda amb ells, un grup d'escriptors de sainets musicats, els quals publicaren La bella codony (1913) i A la vora del riu, mare (1919).
Va militar en Joventut Valencianista i en 1914 formà part de la seua Junta Directiva. Des d’aquesta organització col·laborà en promoure l'Acte d'Afirmació Valencianista, celebrat el 26 de juliol de 1914 al Teatre Eslava de València. En aquest acte es buscava establir relacions per tal de fer un front comú valencianista i es pretenia fer pressió a les autoritats per aconseguir la oficialitat del valencià, el reconeixement de la personalitat pròpia del País Valencià i l'assoliment de l'autonomia administrativa.
Fou redactor en cap de la revista El Cuento del Dumenche (1914-1919) i col·laborador de les revistes El Guante Blanco (1912-1919), Nostra Novela (1930-1931), Nostre Teatro (1921-1922, 1930-1932) i Teatro Valencià (1925-1929). 
Des del 1925 fins al 1929 treballà com a director artístic al Teatre Modern de València. 
Durant la guerra s'estableix a Burjassot, en el xalet familiar on solia passar els estius. Aquí exerceix de director de la companyia d'aficionats del col·legi Sant Roc.
Durant els anys de la immediata postguerra, la seva producció literària va disminuir significativament. Tot i així, continuà escrivint algunes novel·les o comèdies, i revisant treballs anteriors.
El 1952 obté el premi València de Literatura, atorgat per la Diputació de València, per la comèdia La Masia de Masià. L'última producció d'aquest autor va ser la revista Bomba va! (1968), un darrer intent de recuperar el gènere que l'havia consagrat com a autor d'èxit.
A la seua mort havia deixat com a llegat intel·lectual una producció literària de més d'un centenar d'obres en català, de les quals foren publicades trenta-cinc. També és autor d'una trentena de sarsueles i comèdies en castellà. Va morir a València el 29 de juliol de 1972.